# Holger Zebu Kluth
Holger Zebu Kluth (* 29. März 1962 in Bad Schwartau) ist ein deutscher Dramaturg, Kulturmanager und Fotograf. Seit April 2025 ist er Rektor der Folkwang Universität der Künste in Essen.

## Leben
Kluth wuchs in der Hansestadt Lübeck auf. 1981 erwarb er die Hochschulreife am Thomas-Mann-Gymnasium in Lübeck. Nach seinem Zivildienst studierte Kluth von 1983 bis 1993 Theaterwissenschaft und Germanistik an der Freien Universität Berlin und schloss sein Studium mit einer Magisterarbeit über „Moriz Seeler und die Junge Bühne Berlin“ ab. Von 1992 bis 1996 arbeitete Kluth als Dramaturg in der Öffentlichkeitsarbeit des Berliner Hebbel-Theater.
1995 gründete Kluth – unter anderem gemeinsam mit Jochen Sandig, Sasha Waltz und Dirk Cieslak (Lubricat) – die Berliner sophiensaele. Bereits vor der Eröffnung des Hauses wurde er 1996 zum Künstlerischen Leiter des Theater am Halleschen Ufer (dem heutigen Hebbel am Ufer – HAU 2) berufen, das er bis 2001 leitete. Unter seiner Leitung entwickelte sich das Haus zu einem weit über Berlin hinaus bekannten Ort für zeitgenössischen Tanz, Performance und Formen des postdramatischen Theater. Zu dieser Zeit war Kluth ebenfalls als Vertreter der Freien Theaterszene im „Rat für die Künste“ sowie als Lehrbeauftragter am Institut für Theaterwissenschaft der Freien Universität Berlin tätig. Im Jahr 2000 gründete er gemeinsam mit dem Tanzdramaturgen Björn Dirk Schlüter und den Leiterinnen der Tanzfabrik Berlin Claudia Feest und Eva-Marie Hoerster die Tanznacht Berlin.
Von 2001 bis 2004 arbeitete Kluth als freier Dramaturg u. a. bei der Gruppe Lubricat. Gemeinsam mit ihrem Leiter Dirk Cieslak entwickelte er das Projekt MUTATION, bei dem Theaterproduktionen in Lagos, Richmond, Buenos Aires und Shanghai sowie eine gemeinsame Produktion aller Beteiligter aus den Städten in Berlin entstanden. Die Basis der Projekte bildete dabei ein gemeinsamer Blog, der von den internationalen Künstlern mit Alltagserfahrungen aus ihren Städten gespeist wurde.
Von 2004 bis 2017 war Kluth Geschäftsführer der Stäitsch Theaterbetriebs GmbH, die u. a. die Hamburger Kammerspiele, das Altonaer Theater und das Harburger Theater in Hamburg betreibt. Ab 2012 war er ebenfalls als Geschäftsführer der von ihm mitbegründeten, bundesweiten Privattheatertage tätig. Ehrenamtlich war er von 2012 bis 2017 ebenfalls tätig im Vorstand des Theater Hamburg e.V., der u. a. die Theaternacht Hamburg veranstaltet sowie den Theaterpreis Hamburg „Rolf Mares“ vergibt.
Von Oktober 2017 bis September 2021 war Kluth Rektor der Hochschule für Schauspielkunst Ernst Busch Berlin. In dieser Funktion eröffnete er 2018 nach dem Umzug aller Studiengänge das neue gemeinsame Hochschulgebäude der Hochschule in Berlin-Mitte und auch den von der Hochschule 2019 in Berlin in der Hochschule und dem Deutschen Theater veranstalteten Bundeswettbewerb deutschsprachiger Schauspielschulen (Schauspielschultreffen). Ab 2018 bis zum Ende der Amtszeit arbeitete Kluth auch im Vorstand der SKS (Ständige Konferenz Schauspielausbildung) mit.
Von 2021 bis 2024 lehrte Kluth als Gastprofessor für Künstlerisches Selbstmanagement und Kulturvermittlung an der Universität der Künste, Berlin.
Kluth ist verheiratet mit der Professorin Andrea Tober, Rektorin der Eisler-Musikhochschule Berlin, und Vater zweier Söhne.

## Auszeichnungen
- 2006 und 2007 Hamburger Pegasus-Preis für die beste künstlerische Saisonleistung der Hamburger Kammerspiele

## Veröffentlichungen
- Hochschule für Schauspielkunst Ernst Busch und der neue Bau, Hrsg. Holger Zebu Kluth, DOM Publishers, 2018, ISBN 978-3-86922-096-3
- Im Ampelland, Zebu Kluth, 2013, E-Book

## Belege
1. ↑  Senat wählt neuen Folkwang Rektor. Abgerufen am 6. Dezember 2024 (deutsch).
2. 1 2  Holger Zebu Kluth Rektor der Folkwang Uni Essen, nachtkritik. de, abgerufen am 2. April 2025
3. ↑  Kein leichter Job Die Welt, 7. Juli 2004
4. ↑  Holger Zebu Kluth wird Leiter der Ernst-Busch-Schule. Der Tagesspiegel, 18. April 2017
5. ↑  Webseite der Universität der Künste: Zebu Kluth. Abgerufen am 6. Dezember 2024.

| Personendaten    | Personendaten                         |
| ---------------- | ------------------------------------- |
| NAME             | Kluth, Holger Zebu                    |
| KURZBESCHREIBUNG | deutscher Dramaturg und Kulturmanager |
| GEBURTSDATUM     | 29. März 1962                         |
| GEBURTSORT       | Bad Schwartau                         |